# Las Ventas
Las Ventas (eller med det fullständiga namnet Plaza de Toros Monumental de Las Ventas) är en tjurfäktningsarena som ligger i den nordöstra delen av Madrid i Spanien. Arenan rymmer 23 000 personer och är Spaniens största tjurfäktningsarena och världens näst största efter Plaza de Toros i Mexiko.
Las Ventas invigdes den 17 juni 1931, men den kom inte i definitivt bruk förrän 1934. Byggnaden ritades av José Espeliú. Den är byggd i spansk-arabisk stil (mudéjar) med tegelsten över en metallkonstruktion. På murarna sitter keramiska kakelplattor med vapensköldar för alla spanska provinser och andra rent ornamentala dekorationer.
Under San Isidro-festivalen i maj hålls det tjurfäktningar på Las Ventas varje dag. Tjurfäktningsarenan mäter 60 meter i diameter och har en korridor bakom planket med en bredd på 2,2 meter.
Sedan 1951 finns på området "el Museo Taurino" (Tjurfäktningsmuseet), där man visar en komplett samling av objekt och utrustning som hör till tjurfäktningskonsten och anläggningens historia.

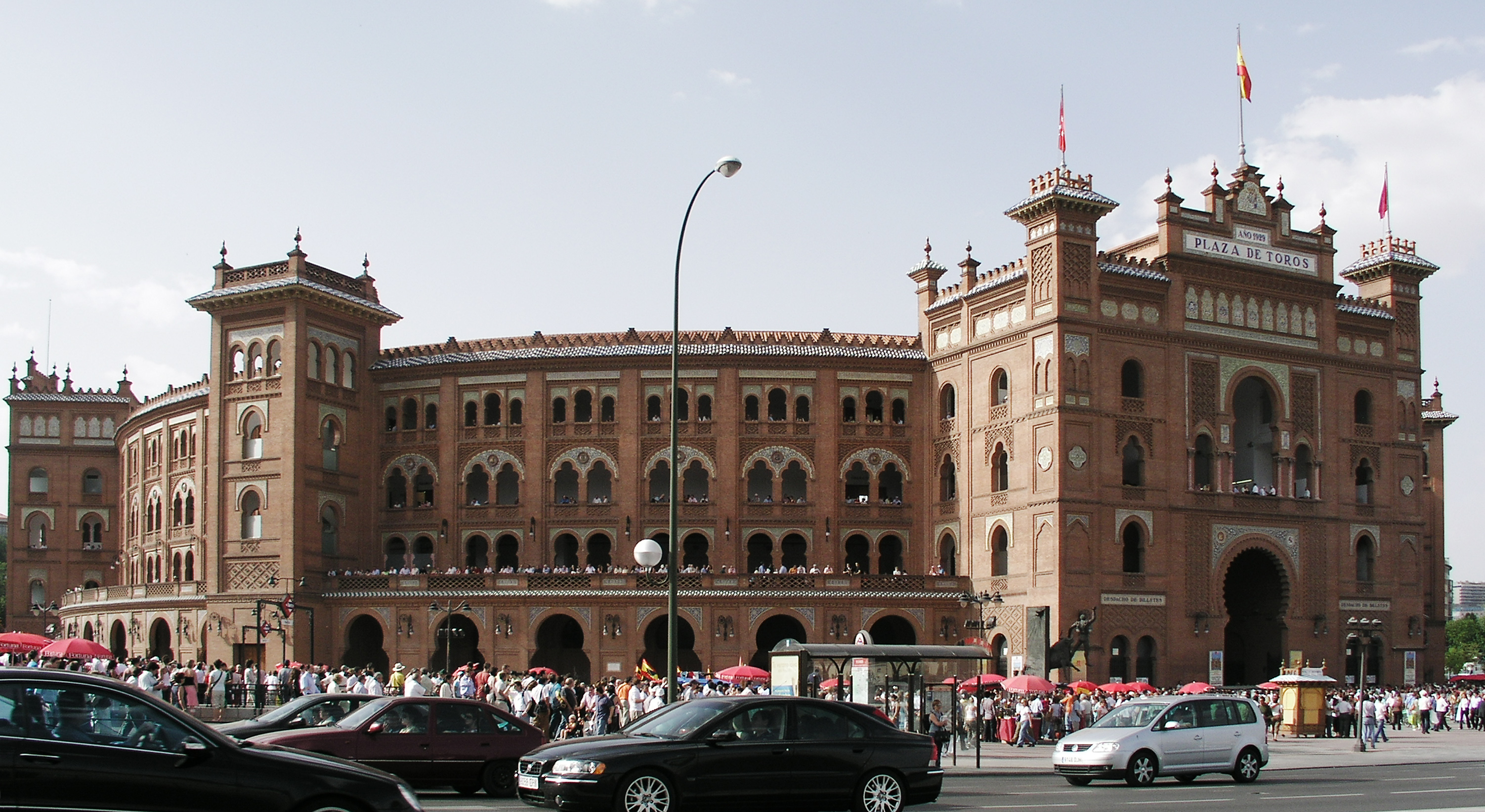
Las Ventas
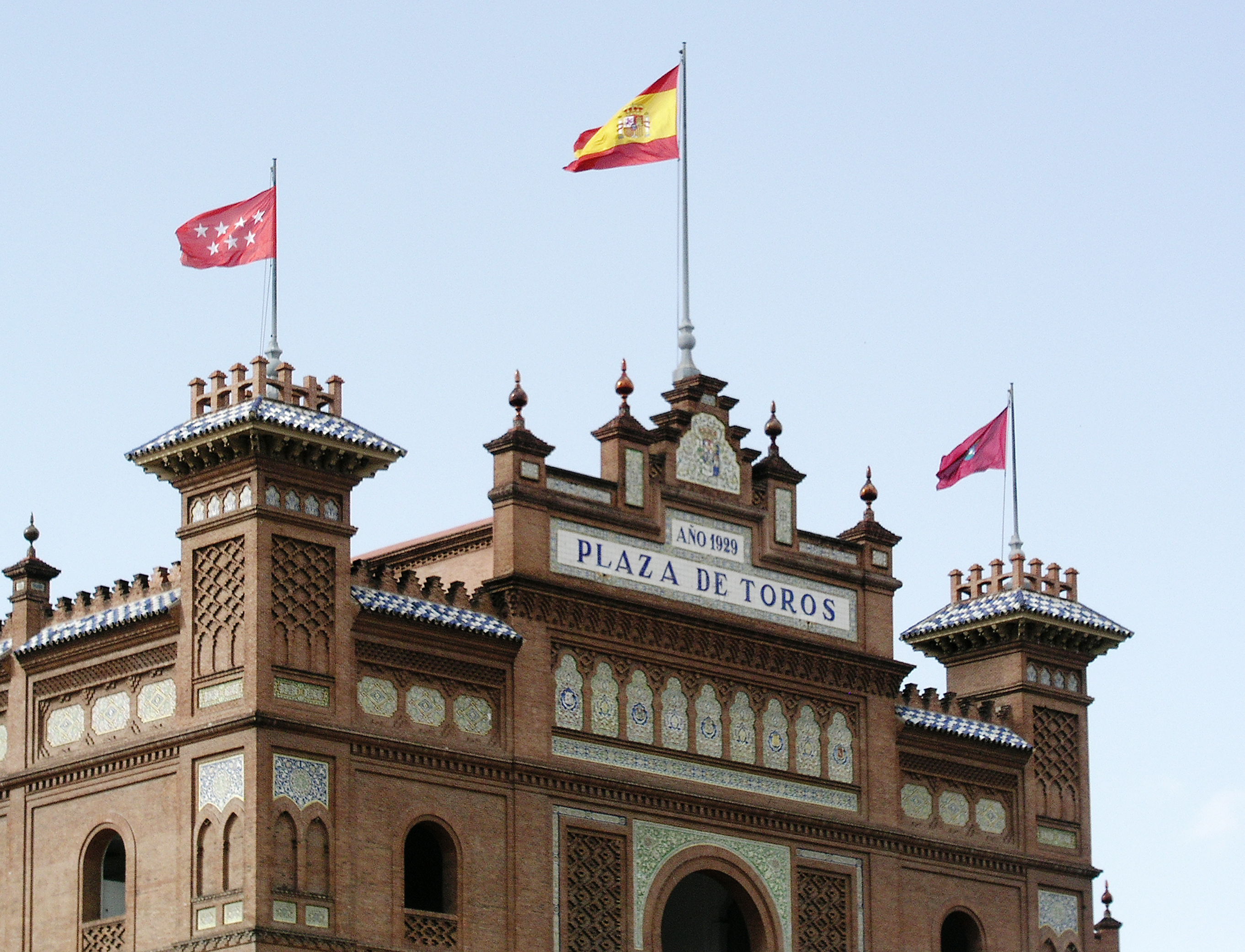
Hissade flaggor betyder att det är tjurfäktning samma dag
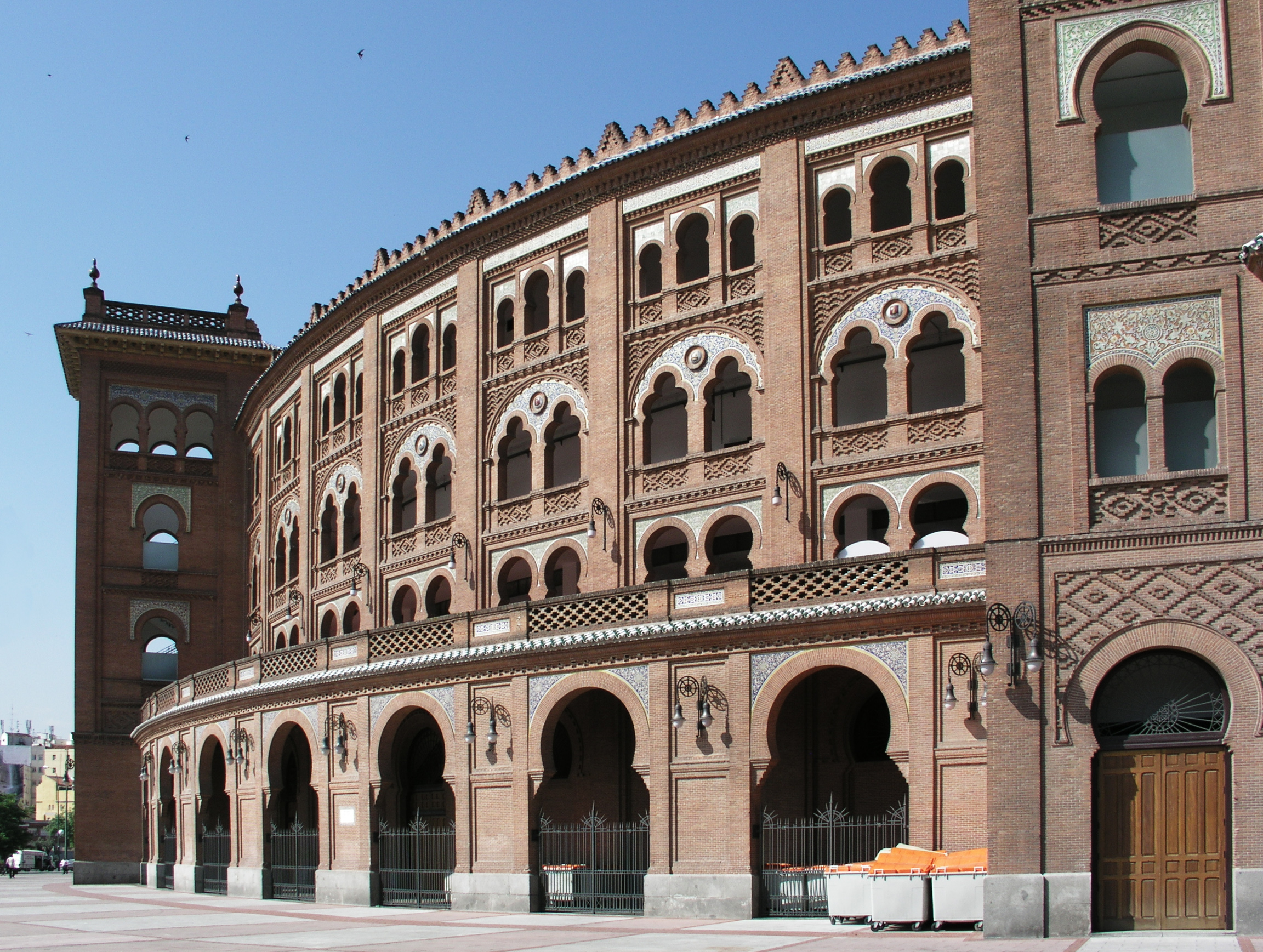
Spansk-arabisk byggnadsstil, mudéjar
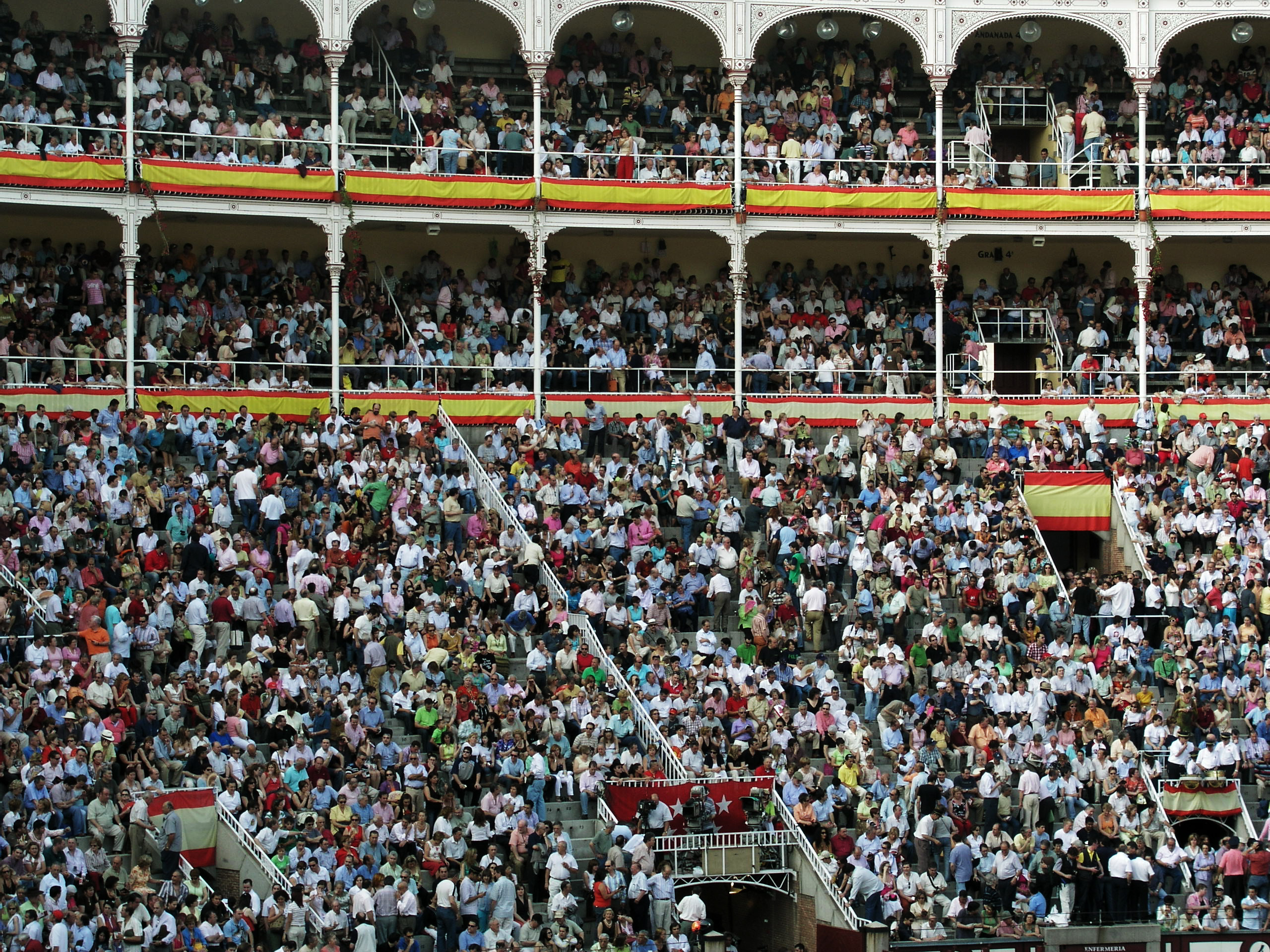
Åskådare

## Kommunikationer
Las Ventas ligger i höjd med Calle de Alcalá 239, i Salamancadistriktet i Madrid. Närmaste metro (tunnelbana) är Ventas (linje 2 och linje 5).
- Wikimedia Commons har media som rör Las Ventas.